# Carbamoil fosfato sintetasa I
La carbamoil fosfato sintetasa I es una enzima ligasa localizada en la mitocondria que interviene en la producción de urea. La carbamoil fosfato sintetasa I (CPS1 o CPSI) transfiere una molécula de amoníaco a una molécula de bicarbonato que ha sido fosforilada por una molécula de ATP. A continuación, el carbamato resultante se fosforila con otra molécula de ATP. La molécula resultante de carbamoil fosfato abandona la enzima.

## Estructura
En E. coli, la única CPS que lleva a cabo las funciones de CPSI y CPSII es un heterodímero con una subunidad pequeña y una subunidad más grande con un tamaño aproximado de 382 y 1073 residuos de aminoácidos, aunque en los mamíferos (y otros vertebrados) la proteína CPSI está codificada por un único gen. La subunidad pequeña contiene un sitio activo para la unión y desaminación de la glutamina para producir amoníaco y glutamato. La subunidad grande contiene dos sitios activos, uno para la producción de carboxifosfato, y el otro para la producción de carbamoil fosfato. Dentro de la subunidad grande hay dos dominios (B y C) cada uno con un sitio activo de la familia ATP-grasp. Conectando las dos subunidades hay una especie de túnel, que dirige el amoníaco de la subunidad pequeña a la subunidad grande.

## Mecanismo
La reacción global que se produce en la CPSI es:
2ATP + HCO3− + NH4+ →  2ADP +  Carbamoil fosfato + Pi
Se puede pensar que esta reacción ocurre en tres pasos distintos.
1. El bicarbonato es fosforilado para formar carboxifosfato
2. El amoniaco ataca al carboxifosfato, dando lugar a carbamato
3. El carbamato se fosforila para dar carbamoil fosfato

## Metabolismo
La CPSI desempeña un papel vital en el metabolismo de las proteínas y del nitrógeno. Una vez que el amoníaco se ha introducido en la mitocondria a través de la glutamina o el glutamato, el trabajo de la CPSI consiste en añadir el amoníaco al bicarbonato junto con un grupo fosfato para formar carbamoil fosfato. El carbamoil fosfato se introduce en el ciclo de la urea para crear urea. La urea puede transferirse de nuevo al torrente sanguíneo y a los riñones para su filtración y a la vejiga para su excreción.

### Problemas de salud relacionados
El principal problema relacionado con la CPSI es de origen genético. A veces, el organismo no produce suficiente CPSI debido a una mutación en el código genético, lo que provoca un metabolismo deficiente de las proteínas y el nitrógeno, así como altos niveles de amoníaco en el organismo. Esto es peligroso porque el amoníaco es muy tóxico para el organismo, especialmente para el sistema nervioso, y puede provocar discapacidad intelectual y convulsiones.